# Melanotan II

3D-animatie van de molecuulstructuur van melanotan II

Melanotan II is een synthetische substantie die dezelfde werking heeft als de peptide melanocyt-stimulerend hormoon (MSH).
Het werd oorspronkelijk ontwikkeld als medicijn tegen huidkanker. Doordat de huid een egale, bruine kleur krijgt, wordt het ook als cosmetisch middel aangeboden. Melanotan 2 is door dezelfde onderzoekers ontdekt als afamelanotide en heeft een zeer gelijkaardige werking. Klinische onderzoeken wijzen erop dat melanotan 2 ook een bevorderend effect heeft op de erectie bij personen met een erectiele dysfunctie.

## Risico's
Tot op heden is in geen enkel land de registratieprocedure afgesloten. Het gebruik van dit middel wordt ten stelligste afgeraden en is verboden buiten erkende klinische onderzoeken in gecontroleerde omstandigheden. 